# Volfert VI. Borselenski

Volfert VI. Borselenski (ok. 1433 – Saint-Omer, 29. april 1486 ) (Volčje srce ali Wolfhard), je bil štatholder Holandije, Frizije in Zelandije ter admiral Nizozemske zunaj Flandrije. Bil je tudi gospod Veereški, Vlissingenski, Westkapelski in Domburški.

## Življenjepis
Leta 1466 je nasledil Janeza Luksemburškega kot generalni pomorski admiral Artoisa, Boulonje, Holandije, Zélandije in Frizije, admiral Nizozemske zunaj Flandrije.
Leta 1477 je bil Karel Drzni ubit v bitki pri Nancyju.  Njegova hči Marija Burgundska  je bila pod pritiskom, ker je Ludvik XI. Francoski  je izkoristil situacijo in priključil vojvodino Burgundijo, medtem ko sta se vojvodina Gelders in knezo-škofija Liège razglasili za neodvisne. Druge pokrajine so jo bile pripravljene podpreti in priznati le, če bi ponovno pridobile pravice, ki so jih izgubile pod njenim očetom. To je bilo urejeno v Velikem privilegiju. Ker je bila v njem določba, da smejo samo domačini zasedati položaje v vladi, je moral njegov svak, Flamec Ludvik iz Bruggea, odstopiti kot štatholder Holandije in Zelandije. Volfert se je zdel primeren kandidat, ker se je izognil sporom v vojnah trnka in trske in ga je nasledil. Leta 1478 je postal vitez reda zlatega runa.
Leta 1453 je Volfertov oče Henrik prejel mesta Vlissingen, Westkapelle in Domburg na Walcherenu v zastavo za 17 let od takratnega grofa Filipa Dobrega. Vendar pa Filipov naslednik Karel Drzni ni izkoristil svoje pravice do ponovnega odkupa treh mest. Leta 1477 se je Karlova hči Marija popolnoma odpovedala svoji pravici do mest in Volfertu podelila Vlissingen, Westkapelle in Domburg kot dedni fevd. 
Vendar pa so leta 1479 ponovno izbruhnili nemiri in Volfert se je vključil. Stopil je celo na stran Trnkov. Dobri odnosi s francoskim kraljem so ga pokopali, ko so se razširile govorice, da se dogovarja s Francozi. Maksimilijan Habsburški je osebno prišel na sever, da bi Volferta zamenjal s Hainautskim Joostom iz Lalainga.
Kljub temu je obdržal različne druge položaje, vendar se je na koncu pridružil flamskemu uporu proti Maksimilijanu. Ta je slišal za Volfertovo veliko moč nad Walcherenom in se odločil poslati Janeza Kruiningenskega v Veere. Ta je zasedel mesto in zamenjal vse župane, svetnike in druge uradnike, ki jih je imenoval Volfert. Maksimilijan je nato sam prišel v Veere, da bi bil počaščen kot novi gospod Veereja.
Leta 1478 je postal član reda zlatega runa.
Volfart VI. Borselenski je bil pokopan v grajski kapeli na gradu Zandenburgu. Bil je zadnji zakoniti moški predstavnik rodbine Borselenskih.

## Družina
Bil je sin Henrika II. Borsselenskega († 1474) in Ivane Halevinske.
Prvič se je poročil leta 1444 v Zandenburgu z Marijo Stuart († 20. marec 1465), grofico Buchansko, hčerko škotskega kralja Jakoba I., pokopano v Veereju . Iz tega zakona je imel sina Karla (* 1451, † 13 letni v Leuvenu).
V drugem zakonu se je poročil (poročna pogodba z dne 17. junija 1468) s Šarloto Bourbonsko (* verjetno 1449, † 18. marec 1478), hčerko Ludvika III. grofa Montpensierskega. V tem zakonu je imel pet otrok:
- Ludvik (* 1470)
- Ana (* verjetno 1471; † 8. december 1518); ⚭ 1) Filip Burgundski († 4. julij 1498 v Bruggeu ), gospod Beverena , guverner Artoisa , admiral Flandrije , vitez reda zlatega runa; ⚭ 2) 1503 Ludvik Montfortski, gospod Veereški († 10. november 1505)
- Margareta (* verjetno 1472, † 14. februar/30. junij 1509 v Bruslju ), gospa Kloetingenska in iz Ridderkerka ; ⚭ 1502 v Vianenu Walraven II. Brederodski , gospod Vianena in Ameide , dedni grajski grof Utrechta († februar 1531), pokopan v Vianenu.
- Marija, gospa Baarlandska ; ⚭ 1480 Martin, gospod Polheimski († 1498), vitez reda zlatega runa
- Ivana (* 1476; † 1509), gospa Fallaisa  ⚭ 1494 v Mechelenu  Wolf baron Polheimski , vrhovni stotnik v Spodnji Avstriji , vitez reda zlatega runa († 11. november 1512). Oba sta pokopana v cerkvi sv. Ane pri Vöcklabrucku .